# Attilio Bettega
Attilio Bettega, né le 19 février 1953 à Molveno, dans le Trentin-Haut-Adige au nord-est de l'Italie, et mort le 2 mai 1985 dans une sortie de route du Tour de Corse, est un pilote de rallye italien.

## Biographie

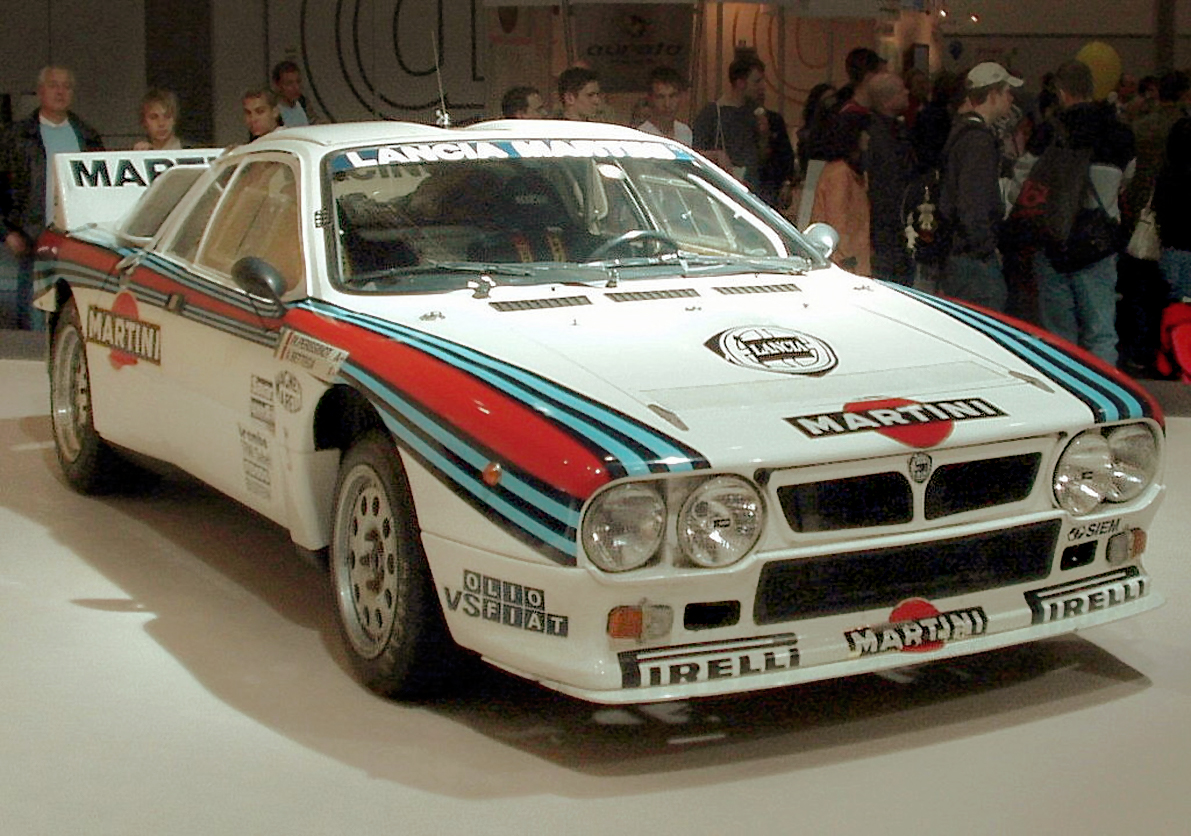
La Lancia Rally 037 d'Attilio Bettega.

Attilio Bettega débute en rallyes en 1972, sur une Fiat 128. En 1976, il devient champion des trois Veneties. De 1974 à 1976, il court en régional sur Opel. Il commence à se faire remarquer dès 1977 en remportant le trophée Autobianchi. En 1978, il dispute le championnat national sur une Lancia Stratos et devient l'année suivante pilote officiel Fiat. En 1982, Attilio Bettega rejoint l'équipe Lancia pour conduire la Lancia Rally 037 après trois années passées chez Fiat. Durant ses années Lancia, il termine quatre fois sur un podium de rallyes, comptant pour le championnat du monde. Son dernier podium a également été son meilleur résultat puisqu'il a mené sa Lancia à la deuxième place du Rallye Sanremo 1984. Durant la saison 1985, il participa au rallye Safari et au Tour de Corse. En Corse, dans la quatrième spéciale du rallye, Attilio Bettega perdit le contrôle de sa Lancia et percuta plusieurs arbres. La voiture étant tombée sur le bord d'un ravin, elle fut stoppée net avant de dévaler plus bas. Le choc eut lieu sur le dessus de la Lancia, sur le toit au niveau du pilote qui décèdera peu après. La voiture se brisa en deux dans le sens de la longueur. Son copilote Maurizio Perissinot s'en sortit indemne.
L'accident d'Attilio Bettega attira l'attention sur la sécurité des voitures très puissante du Groupe B. Exactement un an plus tard, son ancien coéquipier Henri Toivonen se tua à son tour, avec son copilote Sergio Cresto, dans l'incendie de leur Lancia Delta S4 qui était tombée dans le fond d'un ravin après avoir tirée tout droit dans un virage au cours de la même épreuve. Ce drame provoqua le bannissement du Groupe B.
Le fils d'Attilio Bettega, Alessandro Bettega a suivi les pas de son père et est devenu lui aussi un pilote de rallyes.

## Palmarès

### Victoires
- 1er Rallye d'Aoste 1978 - Lancia Stratos;
- 1er Rallye Santa Smeralda 1979 - Fiat 131 Abarth;
- 1er Rallye Quattro Regioni 1979 - Fiat 131 Abarth;
- 1er Rallye d'Aoste 1980 - Fiat 131 Abarth;
- 1er Rallye Del Coccio 1981 - Fiat 131 Abarth;
- 1er Rallye de Monza 1984 - Lancia Rally 037;
- 1er au Monza Rally Show 1984.